# Walter Elsasser
Walter Maurice Elsasser (Mannheim, 20 de março de 1904 — Baltimore, 14 de outubro de 1991) foi um físico alemão naturalizado estadunidense.

É considerado um "pai" da teoria do dínamo, atualmente aceita como explicação do magnetismo terrestre.